# فریکسل (دهانه)
فریکسل یک دهانه برخوردی در ماه‌ است.